# نادي القادسية (الكويت)
نادي القادسية الرياضي هو نادِ كرة قدم كويتي تأسس في 20 أكتوبر 1960، وأُشهر رسميًا في تاريخ 11 أغسطس 1963، حمل النادي في السابق اسم الجزيرة منذ 1952 إلى 1960، وهو أشهر أندية الكويت وأحد أشهر أندية الخليج والوطن العربي وآسيا. يعتبر القادسية من أكثر الأندية حصولًا على البطولات بواقع 66 لقبًا.
يلعب القادسية مبارياته على ملعب فريق الكرة الرسمي ستاد محمد الحمد الواقع في منطقة حولي، ويتسع هذا الاستاد لـ 18,000 ألف متفرج. حالياً، يقود تدريب الفريق نبيل معلول ، ويرأسه الشيخ خالد فهد الأحمد الصباح.
استطاع نادي القادسية تحقيق كأس التفوق العام 37 مرة منذ استحداثه في عام 1973 حتى الآن، منها 36 موسماً على التوالي. وقد تحقق هذا الإنجاز بفارقٍ كبيرٍ في عدد النقاط عن النادي الذي يليه في الترتيب؛ وقد تم الاحتفال باليوبيل الفضي للنادي تحت شعار (تفوق واحتكار) خلال موسم 1999/2000. كما استطاع نادي القادسية الفوز بأكبر ثلاث بطولات في دولة الكويت وهي الدوري الكويتي، وكأس الأمير وكأس ولي العهد في موسم 2003/2004.

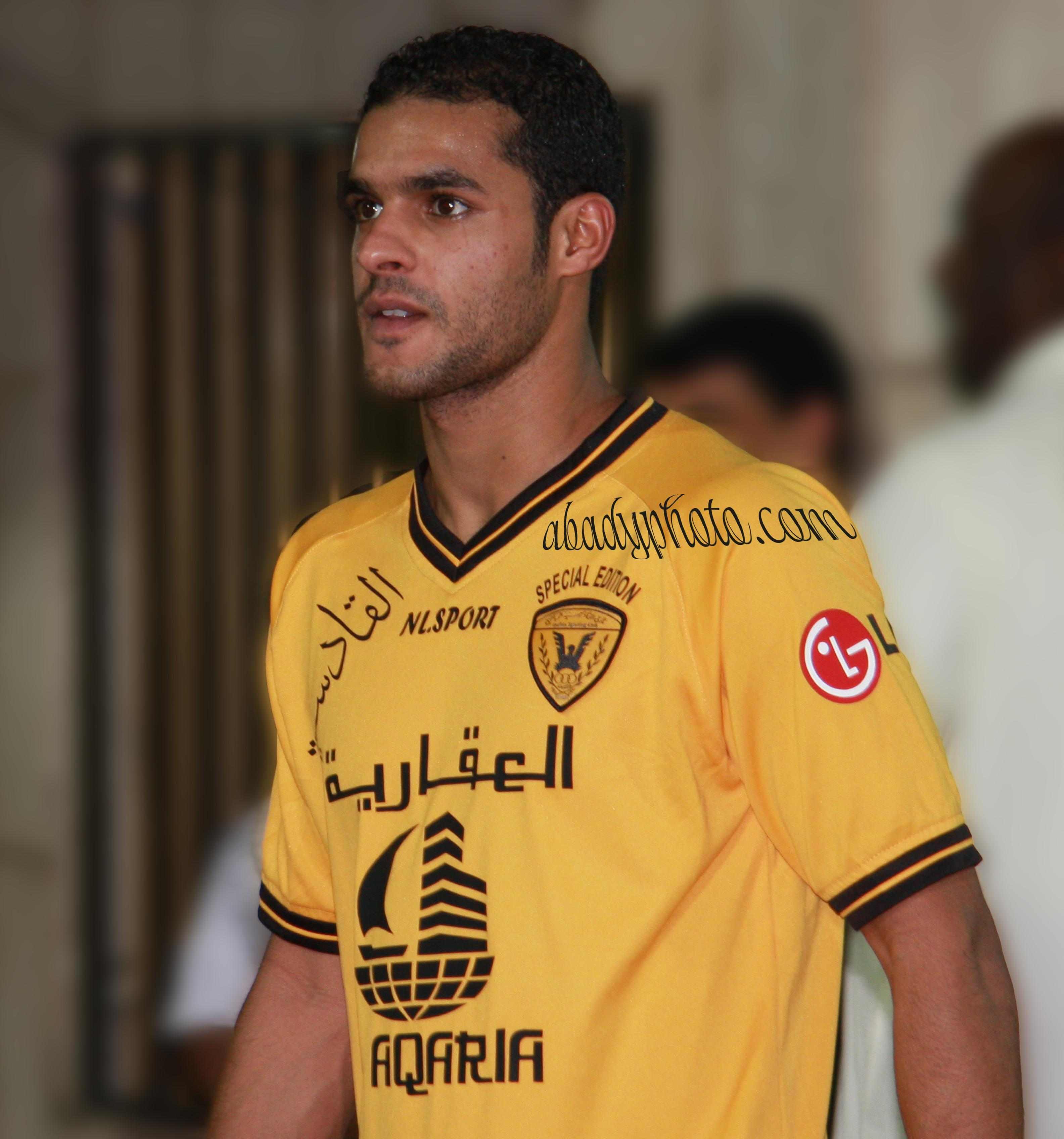
بدر المطوع هداف نادي القادسية والاكثر مشاركة

## تاريخ النادي

### تأسيس النادي وإشهاره
كان لتأسيس نادي القادسية عدة أهداف:
- نشر التربية وما يتصل بها من نواحي ثقافية وأجتماعية وروحية وصحية.
- التعاون مع الهيئات الرياضية الأخرى لتحقيق هذه الأهداف، وتطوير وسائل تحقيقها.
- تبادل الزيارات واللقاءات مع الهيئات الرياضية العربية والأجنبية.
- تهيئة الوسائل وتسيير السبل لشغل أوقات فراغ الأعضاء بما يعود عليهم بالفائدة المرجوه.

### فترة الستينيات
مع تأسيس نادي القادسية في عام 1960، بدأ النادي في المنافسة على الألقاب، ففي عام 1961 أقيمت أول بطولة لكرة القدم بعد قرار حل الأندية القديمة وتوقيف النشاط الرياضي في فبراير عام 1959 تحت مسمى سداسيات الكلية الصناعية والتي أقيمت على ملاعب الكلية الصناعية وقد شارك نادي القادسية في هذه البطولة ولأول مرة ارتدى لاعبو الفريق الزي الأصفر والأسود والذي أصبح الزي الرسمي لنادي القادسية بعد ذلك، وقد حصل نادي القادسية على المركز الأول وكأس البطولة، ويعتبر موسم 1961/1962 أول موسم رسمي للكرة الكويتية، وقد شارك نادي القادسية في ذلك الموسم وقد حصل على المركز الثاني في كأس الأمير 1961/1962 والدوري الكويتي 1961/1962 تحت قيادة المدرب محمد الحمد، وفي موسم 1962/1963 تم تعيين عبد المحسن الفارس مدربا للفريق، وقد حصل القادسية على المركز الثاني في الدوري الكويتي 1962/1963 للمرة الثانية، وفي موسم 1963/1964 تم تعيين المصري عمر شندي كمدرب للفريق، وقد نافس الفريق على لقب الدوري الكويتي 1963/1964، وحصل على المركز الثاني بفارق الأهداف عن نادي العربي الكويتي، وقد خسر الفريق في كأس الأمير 1963/1964 في المباراة النهائية أمام نادي العربي الكويتي بهدفين مقابل هدف، وقد سجل هدف القادسية اللاعب محمد الشراح، وفي موسم 1964/1965 تم تعيين المدرب المصري عمر خيري، وقد حصل الفريق على المركز الثاني مرة أخرى، ولكن هذه المرة كان خلف نادي الكويت، وفي يوم 8 يناير 1965، فاز نادي القادسية على نادي العربي الكويتي في نهائي كأس الأمير 1964/1965 بنتيجة 3-1، وقد سجل أهداف القادسية محمد المسعود هدفين ومحمد الشراح هدف، ليحقق أول بطولة رسمية له في تاريخ النادي، وفي موسم 1965/1966، تم تعيين المدرب علاء الدين نيازي، وحصل النادي على المركز الثاني في الدوري للمرة الخامسة على التوالي، وكانت هذه المرة خلف نادي العربي الكويتي، وقد خرج الفريق أمام نادي السالمية في الدور الربع نهائي في كأس الأمير 1965/1966، وفي موسم 1966/1967، وتحت قيادة المدرب جان كريستو، حصل النادي على المرة الثاني في الدوري للمرة السادسة على التوالي، وفي يوم 15 يناير 1967 حقق النادي لقب كأس الأمير 1966/1967 للمرة الثانية بعد تغلبه على نادي العربي الكويتي 4-2، وقد سجل أهداف القادسية عثمان العصيمي هدفين وفاروق إبراهيم وآدم الحاج، وفي عام 1967 تم تعيين المدرب فوين بوزوفيتش، وقد حصل الفريق على المركز الرابع في الدوري الكويتي 1967/1968، وفي يوم 12 يناير 1968 فاز نادي القادسية على نادي العربي الكويتي 2-1 في نهائي كأس الأمير 1967/1968، وقد سجل أهداف نادي القادسية آدم الحاج وعبد الله العوضي، وفي موسم 1968/1969 فاز نادي القادسية في لقب الدوري الكويتي 1968/1969 للمرة الأولى في تاريخه، وفي كأس الأمير 1968/1969 خرج الفريق من الدور قبل النهائي من قبل نادي العربي الكويتي، وفي موسم 1969/1970 حصل النادي على المركز الثالث في الدوري الكويتي 1969/1970، وقد خرج من الدور الربع نهائي من كأس الأمير 1969/1970 من قبل نادي اليرموك الذي فاز بلقب البطولة فيما بعد.

### فترة السبعينيات
وفي موسم 1970/1971 وتحت قيادة المدرب رون لوين، وتم تنظيم مسابقة الدوري المشترك 1970/1971 التنشيطية لأول مرة وشارك القادسية فيها ووصل إلى المباراة النهائية للمسابقة بعد تصدره المجموعة الأولى ولكنه خسر النهائي أمام العربي بالركلات الترجيحية نتيجة 5/4، وأستطاع الفريق أن يحرز لقب الدوري الكويتي 1970/1971 للمرة الثانية في تاريخة، وفي كأس الأمير 1970/1971 خرج الفريق من الدور الربع نهائي أمام نادي العربي الكويتي في ضربات الجزاء الترجيحية، وفي موسم 1971/1972، خرج الفريق من دور نصف النهائي من بطولة الدوري المشترك 1971/1972، وحصل الفريق على لقب الدوري الكويتي 1971/1972 للمرة الثانية على التوالي والثالثة في تاريخة، وفي كأس الأمير 1971/1972 فاز الفريق في لقب البطولة بعد أن تغلب على نادي العربي الكويتي بهدفين مقابل هدف واحد، وقد سجل الأهداف جاسم يعقوب وعبد الله العوضي، ليحقق النادي لقب كأس الأمير 1971/1972 للمرة الرابعة، وبذلك استملك نادي القادسية كأس الأمير لأول مرة في تاريخه، وفي موسم 1972/1973، احتل الفريق المركز الرابع في المجموعة الأولى برصيد 6 نقاط وخرج من المنافسة على لقب الدوري المشترك 1972/1973، وفاز نادي القادسية بلقب الدوري الكويتي 1972/1973 للمرة الرابعة في تاريخه، وفي كأس الأمير 1972/1973 خرج الفريق من الدور الربع نهائي بعد خسارته من نادي العربي الكويتي بثلاثة أهداف مقابل أربعة، وفي موسم 1973/1974، خرج الفريق من بطولة الدوري المشترك 1973/1974، وحصل الفريق على المركز الثالث في الدوري الكويتي 1973/1974، وفي كأس الأمير 1973/1974 فاز نادي القادسية على نادي الكويت في المباراة النهائية بهدف مقابل لاشيء، وسجل الهدف جاسم يعقوب، وبذلك يفوز بكأس الأمير للمرة الخامسة في تاريخه، ولم يشارك القادسية في أول نسخة من بطولة كأس الاتحاد الكويتي 1973/1974 التنشيطية، وفي موسم 1974/1975، لم تنظم بطولة الدوري المشترك، ولكن تم إقامة بطولة كأس الاتحاد الكويتي 1974/1975 الثانية وشارك فيها القادسية لأول مرة ولكنه احتل المركز الثالث في المجموعة الثانية برصيد 4 نقاط وخرج من المنافسة على اللقب، وفاز الفريق في لقب الدوري الكويتي 1974/1975 للمرة الخامسة في تاريخه، وفي كأس الأمير فاز نادي القادسية على نادي الكويت بهدفين مقابل لاشيء، وسجل هدفي المباراة فيصل الدخيل، ليحرز لقب كأس الأمير 1974/1975 للمرة السادسة في تاريخه، وفي عام 1975 تم تعيين المدرب بيتر ماكبراند كمدرب للفريق، وفي موسم 1975/1976، لم تقام بطولتي الدوري المشترك وكأس الاتحاد الكويتي، وفاز نادي القادسية في لقب الدوري الكويتي 1975/1976 وبدون أن يتعرض لأي خسارة في الدوري، وفي كأس الأمير 1975/1976 خسر نادي القادسية من نادي الكويت في المباراة النهائية بهدف مقابل لاشيء، وفي موسم 1976/1977، عادت بطولة الدوري المشترك مرة أخرى وحصل الفريق على المركز الثاني فيها خلف نادي الكويت بعد خسارته في النهائي بنتيجة 5/3 بالركلات الترجيحية بعد تعادل الفريقين في الوقت الأصلي بنتيجة 0/0، كذلك حصل الفريق على المركز الثاني في الدوري الكويتي 1976/1977 أيضاً خلف نادي الكويت، وفي كأس الأمير 1976/1977 حصل على المركز الثاني بعد خسارته من نادي الكويت بهدفين مقابل هدف، وفي موسم 1977/1978 تم تعيين المدرب جوي كارلوس مدربًا للفريق، وفاز الفريق في لقب الدوري الكويتي 1977/1978 للمرة السابعة في تاريخه، وفي كأس الأمير خرج الفريق من الدور الربع نهائي على يد نادي كاظمة، وفي موسم 1978/1979 عاد المدرب رون لوين ليدرب الفريق مرة أخرى، وقد حصل الفريق على المركز الثالث في الدوري، وفي كأس الأمير 1978/1979 أستطاع النادي أن يفوز بلقب البطولة بعد أن تغلب على نادي كاظمة بهدفين مقابل هدف، وسجل هدفي القادسية جاسم يعقوب وفيصل الدخيل، وهي البطولة السابعة التي يحرزها النادي، وفي موسم 1979/1980 تم تعيين اللاعب السابق عبد الله العصفور كمدرب للفريق، حصل الفريق على المركز الثاني في الدوري خلف نادي العربي الكويتي، وفي كأس الأمير 1979/1980 خرج الفريق من الدور الربع نهائي من أمام نادي كاظمة بعد أن خسر بهدفين مقابل لاشيء.

### فترة الثمانينيات
وفي موسم 1980/1981، وتحت قيادة المدرب بونيرو حل الفريق في المركز الثالث في الدوري الكويتي 1980/1981، وفي كأس الأمير 1980/1981 خرج الفريق من الدور الربع نهائي بعد خسارته أمام نادي الكويت بأربعة أهداف مقابل ثلاثة، وفي موسم 1981/1982 شارك الفريق في بطولة كأس دورة فلسطين الودية والتي أقيمت على ملعب نادي القادسية، واستطاع الفريق أن يحقق كأس البطولة بعد الفوز في المباراة النهائية على نادي التضامن بنتيجة 1\0 سجل الهدف الملك فيصل الدخيل، وحل الفريق في المركز الثاني في الدوري الكويتي 1981/1982 خلف نادي العربي الكويتي، وفي كأس الأمير 1981/1982 خرج الفريق من الدور التمهيدي بعد خسارته مع نادي اليرموك بخمسة أهداف مقابل أربعة، وفي موسم 1982/1983 حل نادي القادسية في المركز السادس في الدوري الكويتي 1982/1983، وفي كأس الأمير 1982/1983 حل النادي في المركز الثالث، وفي موسم 1983/1984 تم تعيين المدرب ميلان ميلانيتش مدربا للفريق، وفي أول مواسمه مع الفريق حل الفريق في المركز الخامس في الدوري الكويتي 1983/1984، وفي كأس الأمير 1983/1984 خرج الفريق من الدور الربع نهائي بعد خسارته من نادي التضامن الكويتي بهدفين مقابل هدف، وفي موسم 1984/1985 انتقل اللاعب مؤيد الحداد إلى نادي القادسية قادما من نادي خيطان، وقد حل الفريق في المركز الخامس، وفي كأس الأمير 1984/1985 حل الفريق في المركز الرابع، وفي موسم 1985/1986 تم تعيين المدرب بوب كامبل مدربا للفريق، وفي الدوري الكويتي 1985/1986 حل الفريق في المركز الثاني خلف نادي كاظمة، وفي كأس الأمير 1985/1986 حل الفريق في المركز الثالث، وفي موسم 1986/1987 تم تعيين المدرب الكويتي صالح زكريا كمدرب للفريق، وحل الفريق في المركز الرابع في الدوري الكويتي 1986/1987، وفي كأس الأمير 1986/1987 خرج الفريق من الدور الربع نهائي بعد خسارته من نادي النصر الكويتي بركلات الجزاء الترجيحية، وفي عام 1987 تم تعيين المدرب لويس فيليب سكولاري مدربًا للفريق، وحل الفريق في المركز السابع في الدوري الكويتي 1987/1988، وهو أسوأ مركز له على مر تاريخه، وفي كأس الأمير 1987/1988 خرج الفريق من الدور التمهيدي بعد خسارتهم من نادي الجهراء بركلات الجزاء الترجيحية، وفي موسم 1988/1989 حل الفريق في المركز الرابع في الدوري الكويتي 1988/1989، وفي كأس الأمير 1988/1989 فاز الفريق في لقب البطولة للمرة الأولى منذ موسم 1978/1979، وقد فاز القادسية في المباراة النهائية أمام نادي العربي الكويتي بهدفين مقابل هدف، وقد سجل هدفي القادسية محمد إبراهيم وسالم ميرزا، وفي موسم 1989/1990 حل الفريق في المركز السادس في الدوري الكويتي 1989/1990، وفي كأس الأمير 1989/1990 حصل الفريق على المركز الثالث في البطولة.
وشارك الفريق في بطولة اليوبيل الفضي لنادي السالمية التي أقيمَت عام 1989 وشارك فيها 6 أندية، هي نادي القادسية ونادي العربي ونادي السالمية ونادي المحرق البحريني ونادي الزوراء العراقي ونادي الزمالك المصري، وقسمت لمجموعتين يصعد للنهائي بطل كل مجموعة وتواجه القادسية والزمالك في نهائي البطولة واستطاع الفريق تحقيق المركز الأول في البطولة بعد الفوز بهدف مقابل لا شيء سجله اللاعب محمد إبراهيم.

### فترة التسعينيات
وفي فترة التسعينات، وهي الفترة التي أتت بعد الغزو العراقي للكويت، تولى تدريب الفريق المدرب البرازيلي فولا في موسم 1991/1992، حقق نادي القادسية المركز الأول في الدوري الكويتي 1991/1992 وهي المرة السابعة التي يفوز فيها النادي بالدوري والأولى منذ موسم 1977/1978 أي الأولى منذ تسعة مواسم، وفي كأس الأمير 1991/1992 حصل نادي القادسية على المركز الثاني بعد خسارته في المباراة النهائية من نادي العربي الكويتي 3/2 بركلات الجزاء الترجيحية بعد تعادلهما بهدف مقابل هدف، وفي موسم 1992/1993 عاد البرازيلي لويس فيليب سكولاري إلى تدريب نادي القادسية، وقد حصل نادي القادسية على المركز الثاني في كأس الاتحاد الكويتي 1992/1993 بعد خسارته في النهائي أمام نادي الكويت، وحصل على المركز الثاني في الدوري الكويتي 1992/1993 خلف نادي العربي الكويتي بنقطة واحدة، وفي كأس الأمير 1992/1993 خرج نادي القادسية من الدور الربع نهائي على يد نادي السالمية الذي فاز بلقب البطولة فيما بعد، وفي عام 1993 تولى المدرب اليوغسلافي دراغان تدريب الفريق، وقد تم إضافة بطولة جديدة في هذا الموسم وهي بطولة كأس ولي العهد، وقد حصل نادي القادسية على المركز الثاني في الدوري خلف نادي كاظمة، وفي كأس الأمير 1993/1994 فاز نادي القادسية بلقب البطولة بعد تغلبه على نادي التضامن الكويتي بهدفين مقابل لا شيء، وقد سجل الهدفين ناصر بنيان وعلي بوسويهي، وقد كانت هذه أول مباراة نهائي يحضرها أمير الكويت في تاريخ كأس الأمير، ولم ينافس النادي في بطولة كأس ولي العهد 1993/1994، واستمر دراغان في قيادة القادسية في موسم 1994/1995، وقد حصل نادي القادسية على المركز الثاني في الدوري خلف نادي السالمية، وفي كأس الأمير 1994/1995 حصل نادي القادسية على المركز الثالث.
وفي موسم 1995/1996 تولى مهمة تدريب الفريق المدرب إيدنالدو باتريسيو، وقد حصل نادي القادسية على المركز الثالث في الدوري الكويتي 1995/1996، وفي كأس الأمير 1995/1996 حصل النادي على المركز الرابع، وفي موسم 1996/1997 انسحب نادي القادسية من الدوري الكويتي 1996/1997 وذلك بسبب لعب الدوري بنظام الدمج بدلا من نظام الدرجتين، وقد كان نادي القادسية يريد لعب الدوري بنظام الدرجتين، وفي كأس الأمير 1996/1997 حصل نادي القادسية على المركز الثاني بعد خسارته من نادي كاظمة بهدفين مقابل لاشيء، وفي موسم 1997/1998 تم تعيين جورفان فييرا مدربا لنادي القادسية، وفي الدوري الكويتي 1997/1998 حصل نادي القادسية على المركز الثالث، وفي كأس الأمير 1997/1998 خرج نادي القادسية من الدوري الربع نهائي أمام نادي كاظمة الذي فاز بلقب البطولة فيما بعد، وفي كأس ولي العهد 1997/1998، استطاع نادي القادسية أن يفوز باللقب للمرة الأولى بعد فوزه على نادي السالمية 3/4 بالهدف الذهبي الذي سجله سعدون الشمري، وفي موسم 1998/1999 استطاع نادي القادسية الفوز بلقب الدوري الكويتي 1998/1999 للمرة الثامنة في تاريخه وذلك بعد أن فاز بالمباراة النهائية بهدف مقابل لاشيء أمام نادي التضامن الكويتي وقد سجل الهدف حمد الصالح، وهي المرة الأولى التي يفوز فيها القادسية في الدوري منذ موسم 1991/1992، وفي كأس الأمير 1998/1999 خرج نادي القادسية من الدور الربع نهائي أمام نادي الساحل الكويتي، وفي بطولة هلا فبراير 1999 التي نظمها الاتحاد الكويتي لكرة القدم في 16 فبراير 1999 حقق الفريق المركز الأول بعد فوزه على نادي العربي بهدف مقابل لا شيء سجله اللاعب محمد مبارك. وفي موسم 1999/2000 تولّى محمد إبراهيم تدريب نادي القادسية، وقد حصل الفريق على المركز الثاني في الدوري خلف نادي السالمية، وفي كأس الأمير حصل القادسية على المركز الرابع في البطولة، وفي كأس الخليج للأندية حقق نادي القادسية لقب البطولة للمرة الأولى في تاريخ النادي.

### العقد الأول من الألفية
وفي موسم 2000/2001، تم تعيين المدرب سيناد كريسيو مدربا لنادي القادسية، وفي الدوري الكويتي 2000/2001 حصل نادي القادسية على المركز الخامس، وفي كأس ولي العهد خرج من الدور التمهيدي، وفي كأس الأمير 2000/2001 حصل نادي القادسية على المركز الثالث، وفي موسم 2001/2002 تم تعيين المدرب الهولندي وليام لوشيوس مدربا للفريق، وفي الدوري الكويتي 2001/2002، حصل نادي القادسية على المركز الثاني بفارق نقطة واحدة عن نادي العربي الكويتي، وفي كأس الأمير 2001/2002، خرج نادي القادسية من الدور التمهيدي، وفي كأس ولي العهد 2001/2002، أستطاع نادي القادسية أن يفوز في المباراة النهائية أمام نادي الكويت بهدف مقابل لاشيء، وقد سجل الهدف مساعد ندا، وفي موسم 2002/2003 درب نادي القادسية محمد إبراهيم، وقد استطاع أن يحقق لقب الدوري الكويتي 2002/2003 للمرة التاسعة في تاريخ النادي، وقد حصل على المركز الثالث في كأس ولي العهد 2002/2003، وفاز في لقب كأس الخرافي 2002/2003 للمرة الأولى في تاريخ النادي، وقد فاز بلقب كأس الأمير 2002/2003 بعد فوزه على نادي السالمية 1/4 بركلات الجزاء الترجيحية بعد تعادل الفريقين 2/2 وقد سجل هدفي القادسية علي الشمالي وبدر المطوع، وفي موسم 2003/2004 فاز نادي القادسية بلقب الدوري الكويتي 2003/2004 للمرة العاشرة في تاريخه والثانية على التوالي، بعد فوزه على نادي السالمية في المباراة النهائية بهدفين مقابل هدف، وقد سجل الهدفين خلف السلامة، وفي كأس ولي العهد 2003/2004، استطاع نادي القادسية أن يفوز باللقب للمرة الثالثة في تاريخه، وقد فاز على نادي الكويت بهدفين مقابل هدف وقد سجل هدفي القادسية غلاوسيو كارفاليو وبدر المطوع، وفي كأس الأمير 2003/2004 فاز نادي القادسية باللقب للمرة الثانية على التوالي والحادية عشر في تاريخه بعد فوزه على نادي الكويت بهدفين مقابل لا شيء، وقد سجل الهدفين سيدو تراوري.
وفي موسم 2004/2005 تم تعيين دوليو جونيور مدربا للفريق، وقد بدأ نادي القادسية الموسم بداية سيئة، وفي آخر الموسم اضطرت إدارة النادي لتغيير المدرب وجلب المدرب محمد إبراهيم مرة أخرى، وقد استطاع نادي القادسية أن يفوز بلقب الدوري الكويتي 2004/2005 للمرة الثالثة على التوالي والحادية عشر في تاريخه، وفي كأس ولي العهد 2004/2005 استطاع نادي القادسية أن يفوز باللقب للمرة الثانية على التوالي والرابعة في تاريخه، وقد فاز في المباراة النهائية أمام نادي الكويت 1/3 بركلات الجزاء الترجيحية بعد تعادل الفريقين بهدف مقابل هدف، وقد سجل هدف القادسية أحمد البلوشي، وفي كأس الأمير 2004/2005 حصل نادي القادسية على المركز الرابع، وفي موسم 2005/2006، استهل نادي القادسية الموسم بالفوز بلقب كأس الخليج للأندية للمرة الثانية على التوالي، وفي كأس الخرافي 2005/2006 استطاع نادي القادسية بأن يفوز على نادي العربي الكويتي بهدفين مقابل هدف، ويتوج بطلا للمسابقة، وقد سجل هدفي القادسية خلف السلامة وبدر المطوع، وفي الدوري الكويتي 2005/2006 حصل على المركز الثاني خلف نادي الكويت، وفي كأس ولي العهد 2005/2006 فاز بلقب البطولة بعد فوزه على نادي الكويت 3/2 بركلات الجزاء الترجيحية بعد تعادل الفريقين 2/2 بالوقت الأصلي، وقد سجل هدفي القادسية خلف السلامة وسلطان الطوقي، وفي كأس الأمير 2005/2006 خسر المباراة النهائية من نادي العربي الكويتي بهدفين مقابل لاشيء، وفي دوري أبطال آسيا وصل القادسية إلى الدور نصف النهائي ولكنه خسر من نادي الكرامة السوري بمجموع مباريات الذهاب 0/0 والإياب 1/0، وفي موسم 2006/2007، حصل على المركز الثاني في بطولة الحساوي للسوبر بعدما خسر في النهائي من نادي كاظمة 3/2 بالركلات الترجيحية، وحصل على المركز الرابع في كأس الخرافي 2006/2007، وحصل على المركز الرابع في الدوري الكويتي 2006/2007، وفي كأس ولي العهد 2006/2007 حصل على المركز الثالث، وفي كأس الأمير 2006/2007، حقق لقب البطولة بعد فوزه على نادي السالمية في المباراة النهائية بخمسة أهداف مقابل لاشيء، وقد سجل الأهداف كل من بدر المطوع هدفين وخلف السلامة هدف ومساعد ندا هدف وإبراهيما كيتا هدف، وفي دوري أبطال آسيا 2008 استطاع التأهل إلى دور الثمانية بعد تصدره لمجموعته. وحصل على المركز الثاني في دوري أبطال الخليج، وفي موسم 2007/2008، حصل القادسية على بطولة كأس الاتحاد الكويتي 2007/2008 لأول مرة في تاريخه بعد فوزه على نادي الكويت 4/3 بالركلات الترجيحية بعد تعادل الفريقين 1/1 بالوقت الأصلي، وقد سجل هدف القادسية حمد العنزي، وفي الدوري الكويتي 2008/2007 حصل على المركز الثاني خلف نادي الكويت، كأس ولي العهد 2008/2007 حصل على المركز الثاني بعد خسارته في النهائي بالوقت الإضافي بنتيجة 1/0 من نادي الكويت، كأس الأمير 2008/2007 حصل على المركز الثالث، وفي موسم 2008/2009، توج القادسية بلقب كأس الاتحاد الكويتي 2008/2009 للمرة الثانية في تاريخه وعلى التوالي أيضاً عندما تغلب في النهائي على نادي كاظمة بهدف قاتل للاعب خلف السلامة، وحقق القادسية بطولة الدوري الكويتي 2008/2009 للمرة الثانية عشر في تاريخه، واستطاع أن يحقق بطولة كأس ولي العهد 2008/2009 بعد تغلبه في النهائي على نادي الكويت 5/3 بالركلات الترجيحية بعد تعادل الفريقين 1/1 في الوقت الأصلي، سجل هدف القادسية خلف السلامة، وفي كأس الأمير 2008/2009 حصل على المركز الرابع، وفي موسم 2009/2010، استهل القادسية موسمه بإحرازه لقب كأس السوبر 2009/2010 للمرة الأولى في تاريخه بعد أن فاز على نادي الكويت بنتيجة 4/1، سجل أهداف القادسية خلف السلامة وإبراهيما كيتا وبدر المطوع وجهاد الحسين، وخرج من كأس الاتحاد الكويتي 2009/2010 بعد خسارته من العربي في قبل النهائي بنتيجة 2/0، وتوج بطلاً لبطولة الدوري الكويتي 2009/2010 للمرة الثانية على التوالي والثالثة عشر في تاريخه، وحصل على المركز الرابع في كأس ولي العهد 2009/2010، واستطاع أن يتوج بلقب كأس الأمير 2009/2010 بعد الفوز بالنهائي على نادي الكويت بنتيجة 4/1 بالركلات الترجيحية، وشارك القادسية لأول مرة في تاريخه في بطولة كأس الاتحاد الآسيوي ووصل إلى المباراة النهائية من أول مشاركة ولكنه خسر أمام نادي الاتحاد السوري بالركلات الترجيحية بنتيجة 4/2 بعد تعادل الفريقين بالوقت الأصلي بنتيجة 1/1.

### العقد الثاني من الألفية
وفي موسم 2011/2010، شارك القادسية في دورة ودية نضمها نادي العين الإماراتي وحل وصيفاً بعد خسارته من نادي العين 2-1، وبدأ القادسية الموسم بداية مخيبة للآمال حيث خسر لقب كأس السوبر الكويتي 2010 أمام نادي الكويت بنتيجة 3-1، سجل هدف الشرف بدر المطوع، واستطاع أن يحقق لقب كأس الاتحاد الكويتي 2010-11 بعد الفوز بالنهائي على نادي النصر بنتيجة 2-0، سجل هدفي القادسية سعود المجمد وفيصل العنزي، وتوج القادسية بلقب الدوري الكويتي 2010–11 للمرة الثالثة على التوالي والرابعة عشر في تاريخه، وخرج من دور ربع النهائي في كأس ولي العهد 2010–11 بعد خسارته من الشباب بنتيجة 2-1، وخرج من دور نصف النهائي من مسابقة كأس الأمير 2010–11 بعد الخسارة أمام نادي كاظمة بنتيجة 1-0.
وفي موسم 2011/2012، حقق لقب كأس السوبر الكويتي 2011 بعد الفوز على نادي كاظمة بنتيجة 1-0، سجل الهدف أحمد عجب، ثم خرج من دور المجموعات في كأس الاتحاد الكويتي 2011–12، واستطاع أن يتوج بلقب الدوري الكويتي 2011–12 للمرة الرابعة على التوالي والخامسة عشر في تاريخه، وحصل على الوصيف في كأس ولي العهد 2011–12 بعد خسارته في النهائي من نادي العربي 4-1 بالركلات الترجيحية، وأستطاع أن يتوج بلقب كأس الامير 2011–12 بعد تغلبه على نادي كاظمة بنتيجة 1-0، سجل الهدف عمر السومة.
وفي موسم 2012/2013، بدأ القادسية مشواره بتحقيق لقب دورة نادي الجزيرة الإماراتي الخامسة، وخسارة كأس السوبر 2012-13 بنتيجة 2-1 من نادي العربي، سجل الهدف مساعد ندا، ثم استطاع القادسية ان يتوج بلقب كأس الاتحاد الكويتي 2012-13، وفقد القادسية لقب الدوري الكويتي 2012–13 واكتفى بالمركز الثاني خلف نادي الكويت، كما توج القادسية بلقب كأس ولي العهد 2012–13 بعد فوزه في النهائي على نادي العربي بنتيجة 3-1، سجل الأهداف مساعد ندا وهدفين بدر المطوع، كما توج بلقب كأس الأمير 2012-13 بعد الفوز على نادي الجهراء بنتيجة 3-0، سجل الأهداف عمر السومة وهدفين بدر المطوع، وحصل على المركز الثاني في كأس الاتحاد الآسيوي بعد خسارته في النهائي من نادي الكويت بنتيجة 2-0.
وفي موسم 2013/2014، استطاع القادسية أن يبدأ مشواره بتحقيق بطولة كأس السوبر 2013-14 للمرة الثالثة في تاريخه بعد تغلبه على نادي الكويت بنتيجة 3-1، كما استطاع أن يحقق النسخة الأولى من الدوري العام لكرة القدم 2013-14 التنشيطية، ثم توج القادسية نفسه بطلاً لبطولة كأس ولي العهد 2013–14 للمرة الثامنة في تاريخه بعد تغلبه على غريمه التقليدي نادي العربي بنتيجة 2-1، وخرج من الأدوار التمهيدية لبطولة كأس الاتحاد الكويتي 2013-14، واستطاع القادسية أن يحقق لقب الدوري الكويتي 2013–14 للمرة السادسة عشر في تاريخه بدون أي خسارة محققاً بذلك أعلى رصيد من النقاط في تاريخ بطولات الدوري في منطقة الخليج العربي برصيد 68 نقطة. استطاع القادسية أن يختم موسمه الرياضي بدون أي خسارة في البطولات الرسمية حيث وصل إلى المباراة النهائية لبطولة كأس الأمير 2013–14 والتي انتهت بالتعادل الإيجابي في الأشواط الأصلية والإضافية كاملة حتى وصلت إلى ركلات الترجيح التي ابتسمت إلى نادي الكويت بنتيجة 4-3، وأخيراً استطاع نادي القادسية أن يتوج نفسه بطلاً لبطولة كأس الاتحاد الآسيوي القارية لأول مرة في تاريخه عندما تغلب على نادي أربيل العراقي بالركلات الترجيحية بنتيجة 4-2 بعد انتهاء الوقتين الأصلي والإضافي بالتعادل السلبي، ليضيف اللقب الخامس له في هذا الموسم الأسطوري ويصبح أول نادي كويتي يحقق خمس بطولات في موسم واحد.
وفي موسم 2014/2015، افتتح القادسية موسمه الرياضي بتحقيق بطولة كأس السوبر 2014-15 للمرة الرابعة في تاريخه محققا رقما قياسيا في عدد مرات الفوز بالبطولة وذلك بعدما هزم نادي الكويت نتيجة 3-2، ولكنه خرج من الأدوار التمهيدية لبطولة كأس الاتحاد الكويتي 2014-15، وخرج أيضا من بطولة كأس ولي العهد 2014–15 بعد خسارته من نادي الكويت بنتيجة 1-0 في قبل النهائي، وحصل على المركز الثالث في بطولة الدوري العام الكويتي لكرة القدم 2014-15 التنشيطية، كما انه حصل على المركز الرابع في بطولة الدوري الكويتي 2014–15، واخيرا استطاع القادسية الفوز ببطولة كأس الأمير 2014–15 للمرة السادسة عشر في تاريخه، تم حرمان نادي القادسية من الدفاع عن لقبه القاري في بطولة كأس الاتحاد الآسيوي وذلك بسبب ايقاف عضوية دولة الكويت في الاتحاد الدولي لكرة القدم.
وفي موسم 2015/2016، صدم القادسية عشاقه بخسارة كأس السوبر 2015-16 لصالح نادي الكويت بنتيجة 3-1 بعد أن كان متقدم بنتيجة 1-0 بالشوط الأول، ثم خرج من دور المجموعات في بطولة كأس الاتحاد الكويتي 2015-2016، كذلك خرج القادسية من بطولة كأس ولي العهد 2015-16 بصورة دراماتيكية بعد أن خسر أمام نادي كاظمة بنتيجة 4-3، وأخيرا خرج القادسية من كأس الأمير 2015-16 على يد نادي الكويت بنصف النهائي بنتيجة 1-0، وفي نهاية المطاف استطاع نادي القادسية ان يعتلي عرش بطولة الدوري الكويتي 2015-16 للمرة السابعة عشر في تاريخه معلنا عن نفسه زعيما جديدا للكرة الكويتية، كما اختتم الأصفر موسم 2015/2016 بتحقيق الثنائية عندما توج بطلا لآخر نسخة من الدوري العام الكويتي لكرة القدم 2015-16 للمرة الثانية في تاريخه محققا رقما قياسيا في البطولة.

## إستاد محمد الحمد
ملعب محمد الحمد هو الملعب الرئيسي لنادي القادسية، وسمي بهذا الاسم نسبة الى أول مدرب في تاريخ النادي وهو محمد الحمد ويعتبر أيضا أحد مؤسسي النادي.
وفي عام 2022 تم الإعلان عن تطوير ملعب محمد الحمد.

## تشكيلة الفريق الحالية
- آخر تحديث: 18 أغسطس 2024.

| الرقم | الجنسية  | المركز | اللاعب                |
| ----- | -------- | ------ | --------------------- |
| 35    | الكويت   | حارس   | خالد الرشيدي          |
| 32    | الكويت   | حارس   | علي جراغ              |
| 22    | الكويت   | حارس   | عبدالعزيز البحر       |
| 1     | الكويت   | حارس   | مبارك الحربي          |
| 5     | الكويت   | مدافع  | خالد محمد إبراهيم     |
| 9     | الكويت   | مدافع  | عبدالرحمن الديحاني    |
| 23    | إيران    | مدافع  | عبدالعزيز نصاري       |
| 11    | الكويت   | مدافع  | يوسف الحقان           |
| 4     | الكويت   | مدافع  | راشد الدوسري          |
| 6     | الكويت   | مدافع  | خالد صباح             |
| 5     | الكويت   | مدافع  | فيصل الشطي            |
| 27    | الكويت   | مدافع  | ضاري سعيد             |
| 33    | البرازيل | مدافع  | إيغور روسي            |
| 13    | الكويت   | مدافع  | أحمد ابراهيم عبد الله |
| 13    | الكويت   | مدافع  | معاذ الظفيري          |
| 26    | الكويت   | مدافع  | عبد الله العتيبي      |

| الرقم | الجنسية    | المركز | اللاعب                |
| ----- | ---------- | ------ | --------------------- |
| 8     | الكويت     | وسط    | سلمان البوص           |
| 26    | الكويت     | وسط    | مبارك الفنيني         |
| 24    | الكويت     | وسط    | عبدالله العنزي        |
| 44    | نيجيريا    | وسط    | دانييل جيبولا         |
| 54    | مصر        | وسط    | عبدالله مطاوع         |
| 30    | الكويت     | وسط    | عبدالعزيز وادي العنزي |
| 20    | الكويت     | وسط    | عذبي شهاب             |
| 18    | المغرب     | وسط    | المهدي برحمة          |
| 7     | ليبيا      | وسط    | محمد صالح صولة        |
| 35    | سلطنة عمان | وسط    | عبد الله فواز         |
| 36    | الكويت     | وسط    | عبد الله ماوي         |
| 9     | الكويت     | مهاجم  | عبد الهادي خميس       |
| 44    | الكويت     | مهاجم  | عبد العزيز مروي       |
| 45    | المغرب     | مهاجم  | إسماعيل خافي          |
| 11    | الكويت     | مهاجم  | عيد الرشيدي           |
| 17    | الكويت     | مهاجم  | بدر المطوع            |

### الجهاز الفني للفريق الأول لكرة القدم
| المدير الفني        | نبيل معلول       |
| مديراً للفريق الاول  | مساعد ندا        |
| مساعد المدرب        | ألكسندر ندوفيتش  |
| مساعد المدرب        | صالح الشيخ       |
| مدرب اللياقة        | أنيس الشعلالي    |
| المحلل الفني للفريق | ألسكندر سانتوس   |
| مدرب الحراس         | ساسافيسنا توديتش |

## أرقام وإحصائيات
- بعض هذه الأرقام لغاية موسم 2015-2016.
- المصدر:[19][20][21][22][23]

### عمومًا
- ثاني أكثر الفرق حصولا على الألقاب الرسمية هو نادي القادسية برصيد 48 بطولة رسمية.

### الدوري الكويتي
- ثاني أكثر الفرق حصولا على لقب الدوري هو نادي القادسية برصيد 17 مرة مع النادي العربي.
- أكثر الفرق حصولا على المركز الثاني في الدوري هو نادي القادسية ب 17 مرة.
- أكثر فريق حصل لاعبوه على لقب هداف الدوري هو نادي القادسية بواقع 15 مرة.
- نادي القادسية فاز بالثلاثية (الدوري، كأس الأمير، كأس ولي العهد) في موسم 2003/2004.
- أكثر حارس لم تستقبل شباكه أهدفا هو نواف الخالدي حارس مرمى نادي القادسية لـ 1454 دقيقه ويعتبر الثاني عالميا.
- أكبر نتيجة حققت في الدوري كانت في مباراة نادي القادسية وثانوية كيفان موسم 1961/1962 وانتهت 13-0 لنادي القادسية.
- القادسية حقق الدوري بشكل متتالي (4 مرات) : مواسم 2008/2009 و2009/2010 و2010/2011 و2011/2012.
- أكثر اللاعبين فوزا بجائزة هداف الدوري الكويتي هو جاسم يعقوب برصيد 5 مرات. (1972/1973 و1974/1975 و1975/1976 و1976/1977 و1979/1980)
- أكثر لاعب تسجيلا للاهداف بالدوري لموسم واحد هما لاعب نادي القادسية، جاسم يعقوب 31 هدف موسم 1979/1980 وفيصل الدخيل برصيد 30 هدف بنفس الموسم.
- أكثر مدرب وطني حقق بطولة الدوري هو محمد إبراهيم (2002/2003 - 2003/2004 - 2008/2009 - 2009/2010 - 2010/2011 - 2015/2014).
- حقق نادي القادسية لقب الدوري الممتاز مرتين على التولي في مواسم (74\75)(75\76).
- حقق نادي القادسية لقب الدوري الممتاز ثلاث مرات على التوالي في مواسم (02\03)(03\04)(04\05).
- حقق نادي القادسية لقب الدوري الممتاز أربع مرات على التوالي في مواسم (08\09)(09\10)(10\11)(11\12).
- حقق نادي القادسية لقب الدوري الممتاز بدون أي خسارة مرتين في مواسم (1968\1969) و(1975\1976).
- حقق نادي القادسية لقب دوري VIVA الدمج بدون أي خسارة مرة في موسم (2013\2014).
- نادي القادسية أكثر فريق تسجيل للأهداف بتاريخ الدوري الممتاز في موسم واحد 86 هدف في موسم (1979\1980).
- حقق لقب دوري الدرجتين في 7 مواسم (68\69) و(70\71) و(72\73) و(74\75) و(75\76) و(77\78) و(02\03) من أصل 28 موسم.
- حقق لقب دوري المربع الذهبي والفضي في موسمين (03\04) و(04\05) من أصل 6 مواسم.
- حقق لقب دوري المجموعات في موسمين (91\92) و(98\99) من أصل موسمين.
- حقق لقب دوري الثلاث أقسام في 4 مواسم (08\09) و(09\10) و(10\11) و(11\12) من أصل 6 مواسم.
- حقق لقب دوري الدمج في موسمين (13\14) و(15\16) من أصل 14 موسم.
- القادسية هو النادي الوحيد الذي انسحب احتجاجاً على تطبيق نظام دوري الدمج في موسم (96\97).
- القادسية حصل على أكبر عدد من النقاط (68 نقطة) على مستوى بطولات الدوري في الكويت والخليج.

### الدوري العام لكرة القدم
- أول فريق فاز بلقب النسخة الأولى من الدوري العام لكرة القدم التنشيطية هو نادي القادسية في موسم (2013/2014).
- أكثر فريق حقق لقب الدوري العام لكرة القدم التنشيطية هو نادي القادسية برصيد لقبين
- حقق فريق نادي القادسية لقب آخر نسخة من الدوري العام لكرة القدم التنشيطية في موسم (2015/2016).

### كأس الامير
- ثاني أكثر فريق وصل إلى النهائي هو نادي القادسية ب 25 مرة.
- صاحب أول هدف في تاريخ البطولة هو لاعب نادي القادسية خليفة الشطي أمام شؤون النفط.
- فاز نادي القادسية في لقب البطولة 16 مرة.
- أكثر فريق فاز في لقب البطولة ولقب الدوري في نفس الموسم هما نادي القادسية ونادي العربي، 5 مرات.
- أكبر نتيجة في تاريخ البطولة هي بين نادي القادسية ونادي الجهراء (نادي الشهداء سابقا) 9-0.
- امتلك نادي القادسية كأس الأمير بعد الفوز بها أربع مرات متفرقة في مواسم (64\65)(66\67)(67\68)(71\72).
- امتلك نادي القادسية كأس الأمير للمرة الثانية بعد الفوز بها أربع مرات متفرقة في مواسم (06\07)(09\10)(11\12)(12\13).
- استطاع القادسية تحقيق لقب كأس الأمير مرتين متتاليتين في مواسم (66\67)(67\68) و(73\74)(74\75) و(02\03)(03\04) و(11\12)(12\13).
- أول مباراة تنتهي بركلات الجزاء الترجيحية كانت في موسم 1970/1971 بين نادي القادسية ونادي العربي، وقد فاز العربي 5-3.
- أكثر اللاعبين تسجيلاً نادي القادسية في نهائي كأس الأمير هم بدر المطوع 6 أهداف، جاسم يعقوب برصيد 4 أهداف، فيصل الدخيل برصيد 3 أهداف.
- اللاعب الوحيد الذي سجل هدفين في نهائي كأس الأمير ونهائي كأس ولي العهد في نفس الموسم هو لاعب نادي القادسية بدر المطوع في موسم 2012/2013.
- صاحب الرقم القياسي لأعلى نسبة تهديف هو نادي القادسية خليفة الشطي، فحصد لقب هداف البطولة الأولى كأس الأمير 1961/1962 برصيد 9 أهدف.
- أسرع هدف في جميع نهائيات كأس الأمير من نصيب لاعب نادي القادسية بدر المطوع، فسجل هدفا في مرمى نادي السالمية بنسخة 2007 بعد دقيقه و58 ثانية من بداية المباراة.
- استطاع القادسية تحقيق البطولة في موسم 2012\2013 بدون أن يدخل مرماه أي هدف واستطاع أن يسجل 17 هدف في 5 مباريات ولم يحقق ذلك غير نادي العربي فقط في موسم 1965\1966.
- اللاعب الوحيد الذي حصل على لقب هداف البطولة مع ناديين مختلفين هو مؤيد الحداد، حيث حصل عليه مع نادي خيطان في موسم 1982/1983 برصيد 3 أهداف، وفي موسم 1989/1990 مع نادي القادسية برصيد أربعة أهداف وفي موسم 1991/1992 برصيد هدفين.
- أكثر لاعب حصل على لقب هداف كأس الأمير هو لاعب نادي القادسية جاسم يعقوب برصيد 4 مرات، فكان هداف موسم 1971/1972 برصيد 5 أهداف وبنفس الرصيد حصد اللقب في نسخة 1974/1975، وتقاسم جاسم يعقوب اللقب جبار عبد القدوس لاعب الكويت برصيد 4 أهداف لكل منهما في عام 1976/1977، كما شارك اللقب بذات الرصيد في موسم 1978/1979 وتقاسمه مع يوسف سويد من كاظمة.

### كأس ولي العهد
- أكثر فريق فاز في لقب البطولة هو نادي القادسية برصيد 9 ألقاب متعادلا مع نادي الكويت والعربي.
- أكثر فريق وصل إلى النهائي هو نادي القادسية ب 12 مرة.
- فريق القادسية أول فريق يتوج بلقب كأس ولي العهد ثلاث مرات متتالية في مواسم (03\04)(04\05)(05\06).
- امتلك نادي القادسية كأس ولي العهد بعد الفوز بها ثلاث مرات على التوالي في مواسم (03\04)(04\05)(05\06).
- أكثر اللاعبين تسجيلاً في نهائي كأس ولي العهد هو بدر المطوع 3 أهداف.

### كأس الاتحاد الكويتي
- نادي القادسية الرياضي هو أول بطل لكأس الاتحاد الكويتي لكرة القدم بنظامه الجديد في موسم (07\08).
- حقق نادي القادسية لقب كأس الاتحاد الكويتي لكرة القدم مرتين على التوالي في مواسم (07\08)(08\09).
- ثاني أكثر فريق وصل إلى نهائي البطولة بعد نادي الكويت 4 مرات في مواسم ( 1992\1993)(2007\2008)(2008\2009)(2010\2011).
- اقيمت البطولة في موسم 2012\2013 بنظام الدوري من قسم واحد فقط.

### كأس السوبر الكويتي
- أكثر فريق فاز في لقب بطولة كأس السوبر الكويتي هو نادي القادسية برصيد 6 ألقاب (2009)(2011)(2013)(2014)(2018)(2019)
- أكثر فريق شارك في بطولة كأس السوبر الكويتي هو نادي القادسية، 11 مرات على التوالي من بطولة 2009 إلى بطولة 2019.
- أكثر اللاعبين تسجيلاً في بطولة كأس السوبر الكويتي هو بدر المطوع 6 أهداف.
- أول فريق يحقق كأس السوبر الكويتي لكرة القدم موسمين متتاليين.

### كأس الخرافي
- ثاني أكثر الفرق حصولا على لقب البطولة هو نادي القادسية برصيد لقبين.
- ثاني أكثر فريق وصل إلى نهائي البطولة 3 مرات في مواسم (2002\2003)(2004\2005)(2005\2006).

### خماسية تاريخية
- حقق نادي القادسية الخماسية التاريخية في موسم 2013\2014 عندما حقق ( كأس السوبر، كأس ولي العهد، الدوري العام لكرة القدم، دوري VIVA ) بالإضافة إلى كأس الاتحاد الآسيوي وهو أول نادي يحقق الخماسية في تاريخ الكرة الكويتية.[24]

### ثلاثيات تاريخية
حقق نادي القادسية الثلاثية في كرة القدم 7 مرات في تاريخه
- حقق نادي القادسية الثلاثية التاريخية بتتويجه بطلاً لأكبر البطولات المحلية الرسمية (الدوري الممتاز وكأس الأمير وكأس ولي العهد) وهو إنجاز غير مسبوق في موسم (03\04).
- حقق نادي القادسية الثلاثية (الدوري الممتاز وكأس الأمير وكأس السوبر) مرتين في مواسم (09\10)(11\12).
- حقق نادي القادسية الثلاثية (الدوري الممتاز وكأس ولي العهد وكأس الخليج) في موسم (04\05).
- حقق نادي القادسية الثلاثية (الدوري الممتاز وكأس الأمير وكأس الخرافي) في موسم (02\03).
- حقق نادي القادسية الثلاثية (الدوري الممتاز وكأس ولي العهد وكأس الاتحاد الكويتي) في موسم (08\09).
- حقق نادي القادسية الثلاثية ( كأس الأمير وكأس ولي العهد وكأس الاتحاد الكويتي ) في موسم (12\13).

### ثنائيات تاريخية
حقق نادي القادسية الثنائية في كرة القدم 5 مرات في تاريخه:
- حقق نادي القادسية {الثنائية الرسمية} (الدوري الممتاز وكأس الأمير) مرة واحدة في موسم (74\75).
- حقق نادي القادسية الثنائية (الدوري الممتاز وكأس الاتحاد الكويتي) مرة واحدة في موسم (10\11).
- حقق نادي القادسية الثنائية (كأس ولي العهد وكأس الخرافي) مرة واحدة في موسم (05\06).
- حقق نادي القادسية الثنائية (كأس السوبر وكأس الأمير) مرة واحدة في موسم (14\15).
- حقق نادي القادسية الثنائية (دوري VIVA والدوري العام) مرة واحدة في موسم (15\16).

### أرقام متفرقة
- محمد إبراهيم قاد تدريب نادي القادسية في 57 بطولة حقق منها 22 بطولة، بواقع 387 مباراة فاز في 254 وتعادل 60 وخسر في 73 تسجل خلالها 816 هدفاً بينما اهتزت شباك الفريق بـ 340 هدفًا، وهذا الرقم لغاية بداية الموسم الكروي 2013-14.
- أكثر لاعب في تاريخ الكرة الكويتية يتوج بألقاب المسابقات الكبيرة بواقع 25 بطولة رسمية (كأس الأمير وكأس ولي العهد والدوري) هو لاعبا نادي القادسية؛صالح الشيخ. فحقق كأس الأمير 7 مرات وكأس ولي العهد 8 مرات ودرع الدوري 10 مرات.
- أكثر حارس مرمى في تاريخ الكرة الكويتية والآسيوية يحافظ على مرماه في مسابقة الدوري هو نواف الخالدي، وحقق ذلك بين نسختي 2011 و2012 وبمجموع 1454 دقيقة وضعته في المركز الثاني على مستوى العالم خلف البرازيلي جيرالدور بيريرا.[25]

## إنجازات النادي على صعيد كرة القدم
| البطولة                       | العدد  | الأعوام |        |        |        |
| الدوري                        | الدوري | الدوري | الدوري | الدوري | الدوري |
| ----------------------------- | ------ | --- | ------ | ------ | ------ |
| الدوري الكويتي - البطل        | 17     | 1968–69، 1970–71، 1972–73، 1974–75، 1975–76، 1977–78، 1991–92، 1998–99، 2002–03، 2003–04، 2004–05، 2008–09، 2009–10، 2010–11، 2011–12، 2013–14، 2015–16 |        |        |        |
| الكؤوس المحلية                |        | |        |        |        |
| كأس الأمير - البطل            | 17     | 1964–65، 1966–67، 1967–98، 1971–72، 1973–74، 1974–75، 1978–79، 1988–89، 1993–94، 2002–03، 2003–04، 2006–07، 2009–10، 2011–12، 2012–13، 2014–15، 2023–24 |        |        |        |
| كأس ولي العهد - البطل         | 9      | 1998، 2002، 2004، 2005، 2006، 2009، 2012–13، 2013–14، 2017–18                                                                                           |        |        |        |
| كأس السوبر الكويتي - البطل    | 6      | 2009، 2011، 2013، 2014، 2018، 2019 |        |        |        |
| البطولات التنشيطية            |        | |        |        |        |
| كأس الاتحاد الكويتي - البطل   | 6      | 2007–08، 2008–09، 2010–11، 2012–13، 19-2018، 23-2022 |        |        |        |
| الدوري العام - البطل          | 2      | 2013–14، 2015–16 |        |        |        |
| كأس الخرافي - البطل           | 2      | 2002–03، 2005–06 |        |        |        |
| الدوري المشترك - الوصيف       | 2      | 1970–71، 1976–77 |        |        |        |
| البطولات الخليجية             |        | |        |        |        |
| كأس الخليج للأندية - البطل    | 2      | 1999–2000، 2004–05 |        |        |        |
| دوري أبطال الخليج - الوصيف    | 1      | 2005–06 |        |        |        |
| البطولات الآسيوية             |        | |        |        |        |
| كأس الاتحاد الآسيوي بطل       | 1      | 2014 |        |        |        |
| كأس الاتحاد الآسيوي - الوصيف  | 2      | 2010، 2013 |        |        |        |
| بطولات أخرى                   |        | |        |        |        |
| كأس الهلال الأحمر الكويتي بطل | 1      | 1970 |        |        |        |
| كأس فلسطين بطل                | 1      | 1982 |        |        |        |
| كأس اليوبيل الفضي بطل         | 1      | 1989 |        |        |        |
| دورة الجزيرة الودية بطل       | 1      | 2012 |        |        |        |

## رؤساء النادي
ترأس نادي القادسية منذ تأسيسه 13 رئيس في 16 فترة رئاسية وهم على النحو التالي:
| م  | الاسم             | من   | إلى      |
| -- | ----------------- | ---- | -------- |
| 1  | سليمان الخالد     | 1960 | 1961     |
| 2  | فيصل المطوع       | 1961 | 1962     |
| 3  | راشد الراشد       | 1962 | 1963     |
| 4  | خالد مسعود الفهيد | 1963 | 1965     |
| 5  | خالد الحمد        | 1965 | 1966     |
| 6  | محمد الحمد        | 1966 | 1967     |
| 7  | خالد مسعود الفهيد | 1967 | 1968     |
| 8  | خالد الحمد        | 1968 | 1970     |
| 9  | فهد الأحمد الصباح | 1970 | 1979     |
| 10 | خالد الحمد        | 1979 | 1985     |
| 11 | يوسف المشاري      | 1985 | 1987     |
| 12 | عبد العزيز المخلد | 1987 | 1989     |
| 13 | عبد المحسن الفارس | 1989 | 1997     |
| 14 | طلال الفهد الصباح | 1997 | 2010     |
| 15 | فواز الحساوي      | 2010 | 2012     |
| 16 | خالد الفهد الصباح | 2012 | حتي الآن |

## مدربو النادي
طوال تاريخ النادي تم الاستعانة ب35 مدرب، منهم 8 مدربين كويتيون.
| - 1962–1961: محمد الحمد - 1963–1962: عبد المحسن الفارس - 1964–1963: عمر شندي - 1965–1964: عمر خيري - 1966–1965: علاء الدين نيازي - 1967–1966: جان كريستو - 1970–1967: فوين بوزوفيتش - 1975–1970: رون لوين - 1976–1975: بيتر ماكبراند - 1977–1976: محمد المسعود - 1977–1976: تومسون - 1978–1977: جوي كارلوس - 1979–1978: رون لوين - 1980–1979: عبد الله العصفور | - 1983–1980: بونيرو - 1985–1983: ميلان ميلانيتش - 1986–1985: بوب كامبل - 1987–1986: صالح زكريا - 1990–1987: لويس فيليب سكولاري - 1992–1991: فولا - 1993–1992: لويس فيليب سكولاري - 1995–1993: دراغان - 1995:1995 محمد الذاير - 1997–1995: إيدنالدو باتريسيو - 1998–1997: فيللر - 1998–1997: جورفان فييرا - 2000–1999: محمد إبراهيم - 2000-2000 فخرو الدين - 2001–2000: سيناد كريسيو | - 2001–2000: برانكو توتاك - 2001: رادي أفراموفيتش - 2002–2001: وليام لوشيوس - 2004–2002: محمد إبراهيم - 2005–2004: دوليو جونيور - 2007–2005: محمد إبراهيم - 2008–2007: خوسيه أنتونيو غاريدو - 2008–2011: محمد إبراهيم - 2011–2012: رادان غاسانين - 2012–2014: محمد إبراهيم - 2014–2015: انتونيو بوتشي - 2015–2016: راشد بديح - 2016–2018: داليبور ستاركيفيتش - 2018–2019: إيوان مارين - 2019–2021 : بابلو فرانكو - 2023 – 2022: محمد إبراهيم - 2023 – 2024 : محمد المشعان - 2024 - 2025 : زيليكو بتروفيتش - 2025 - : حتي الان نبيل معلول |  |

## أبرز النجوم
| - جاسم يعقوب - حسين المكيمي - فيصل الدخيل - حمد بوحمد - عثمان العصيمي - فاروق إبراهيم - مؤيد الحداد - عبيد الشمري - فيصل الشعلان - محمد بنيان - محمد إبراهيم - عبد العزيز حسن - حمد الصالح - مشعل السعيد - بدر المطوع - محمد المسعود - طارق الجلاهمة - هاني الصقر - صالح الشيخ - سالم ميرزا | - محمد سالم العنزي - عادل خميس - سلطان الطوقي - محمد مبارك - فوزي بشير - طلال يوسف - محمد حسين - محمود عبد الرحمن - فراس الخطيب - جهاد الحسين - عمر السومة - أنس بني ياسين - حميد إستيلي | - لزهر حاج عيسى - رشيد عمران - محمد القدميري - أبو زيد - مصطفى الخلفي - طارق الخلفي - سيمو - مروان الغامل - عصام العدوة - أبو كوني - إبراهيما كيتا - عمر ديوف - بابا سامبا - سيدو تراوري - كون فلو - آدم الحاج - سليم بن عاشور - رشيد صوماليا | - غلاوسيو كارفاليو - لوسنيلدي بيريرا داسيلفا - إيديل أوليفيرا - رودريجو فيرجيليو - ميشيل سمبليسيو - أندرسون بيريرا - فابيان لوباتون - رونالد غوميز - غوران - سيرجيو كونسيساو - إيفان ميلوسوفيتش - ميلادين جوفانسيك |

## لاعبو البطولات الكبرى
كأس العالم لكرة القدم 1982
- الكويت
  - فيصل الدخيل
  - جاسم بهمن
  - جاسم يعقوب
  - عبد العزيز البلوشي

### قائمة هدافين القادسية في الدوري الكويتي
- آخر تحديث للقائمة تاريخ 9 فبراير 2024.

| المركز | اللاعب        | الجنسية | عدد الأهداف |
| 1      | بدر المطوع    | الكويت  | 329         |
| 2      | جاسم يعقوب    | الكويت  | 146         |
| 3      | فيصل الدخيل   | الكويت  | 141         |
| 4      | حمد الصالح    | الكويت  | 83          |
| 5      | محمد المسعود  | الكويت  | 61          |
| 6      | سعود بوحمد    | الكويت  | 47          |
| 7      | عثمان العصيمي | الكويت  | 46          |
| 8      | محمد إبراهيم  | الكويت  | 46          |
| 9      | خلف السلامة   | الكويت  | 43          |
| 10     | راشد بديح     | الكويت  | 38          |
| 11     | عمر السومة    | سوريا   | 38          |

## مواجهاته مع المنافسين

### مع نادي العربي
ديربي الكرة الكويتية، (كذلك يعرف ب قطبي الكرة الكويتية ويعرف أيضا ب لقاء الغريمين)، هي أشهر مباراة كرة قدم في دولة الكويت، والتي تجمع بين فريقي نادي القادسية وغريمه التقليدي نادي العربي. يتسم هذا اللقاء بنوع من الجدية والحماس بحكم أن كلا الناديين من أنجح وأشهر الأندية في الكويت فكل فريق يمتلك قاعدة جماهيرية كبيرة.
الجدول الآتي يوضح تاريخ المباريات بين الغريمين منذ بدايتها حتى أخر ديربي جمعهما في 16 مايو 2024 في منافسات الدوري الكويتي والذي انتهت بالتعادل 1 - 1.
| المسابقات                 | المواجهات | الفوز    | الفوز  | التعادل | الأهداف  | الأهداف |
| المسابقات                 | المواجهات | القادسية | العربي | التعادل | القادسية | العربي  |
| ------------------------- | --------- | -------- | ------ | ------- | -------- | ------- |
| الدوري الكويتي            | 133       | 47       | 41     | 45      | 163      | 164     |
| كأس الأمير                | 29        | 16       | 11     | 2       | 41       | 39      |
| كأس ولي العهد             | 20        | 11       | 8      | 1       | 25       | 17      |
| كأس السوبر                | 1         | 0        | 0      | 1       | 1        | 2       |
| مجموع المباريات الرسمية   | 183       | 74       | 60     | 49      | 230      | 222     |
| كأس الأتحاد               | 10        | 5        | 2      | 3       | 12       | 9       |
| كأس الخرافي               | 7         | 3        | 1      | 3       | 7        | 11      |
| الدوري المشترك            | 7         | 3        | 1      | 3       | 8        | 8       |
| مجموع المباريات التنشيطية | 24        | 11       | 4      | 9       | 27       | 28      |
| المجموع الكلي             | 207       | 85       | 64     | 58      | 257      | 250     |

### مع نادي الكويت
الجدول الآتي يوضح تاريخ المباريات بين الفريقين منذ بداية موجهاتهما حتى أخر مباراة جمعتهما في 09 يناير 2025 في منافسات الدوري الكويتي والتي انتهت بفوز نادي القادسية 2-1.
| المسابقات                 | المواجهات | الفوز    | الفوز  | التعادل | الأهداف  | الأهداف |
| المسابقات                 | المواجهات | القادسية | الكويت | التعادل | القادسية | الكويت  |
| ------------------------- | --------- | -------- | ------ | ------- | -------- | ------- |
| الدوري الكويتي            | 136       | 54       | 45     | 38      | 184      | 171     |
| كأس الأمير                | 27        | 13       | 12     | 2       | 31       | 24      |
| كأس ولي العهد             | 23        | 10       | 11     | 2       | 23       | 28      |
| كأس السوبر                | 9         | 5        | 2      | 2       | 14       | 12      |
| مجموع المباريات الرسمية   | 195       | 82       | 70     | 44      | 252      | 235     |
| كأس الاتحاد               | 5         | 2        | 1      | 2       | 9        | 10      |
| كأس الخرافي               | 7         | 4        | 1      | 2       | 11       | 7       |
| كأس الآسيوي               | 3         | 0        | 0      | 3       | 3        | 5       |
| كأس الحساوي               | 1         | 1        | 0      | 0       | 0        | 0       |
| كأس الشهيد                | 1         | 1        | 0      | 0       | 3        | 1       |
| الدوري المشترك            | 2         | 0        | 0      | 2       | 1        | 3       |
| مجموع المباريات التنشيطية | 19        | 8        | 2      | 9       | 27       | 26      |
| المجموع الكلي             | 214       | 90       | 72     | 53      | 279      | 261     |

## المشوار الآسيوي
- دوري أبطال آسيا: 3 مشاركات

2004: شطبت نتائجه
2006: نصف النهائي
2008: ربع النهائي
- كأس الاتحاد الآسيوي: 4 مشاركات

2010: النهائي
2011: دور ال 16
2012: دور ال 16
2013: النهائي
2014: البطل
- كأس السوبر الآسيوي: مشاركة واحدة

2000: الدور الأول
- كأس الكؤوس الآسيوية: مشاركتين

1990–91: الدور الأول
1994–95: الدور الثاني
| الموسم  | المسابقة            | الجولة        | المنافس            | نتيجة الذهاب        | نتيجة الإياب |
| ------- | ------------------- | ------------- | ------------------ | ------------------- | ------------ |
| 1991    | كأس الكؤوس الآسيوية | الدور الأول   | نادي الفيصلي       | -                   | -            |
| 1995    | كأس الكؤوس الآسيوية | الدور الأول   | نادي العروبة       | 2–0                 | 0–1          |
| 1995    | كأس الكؤوس الآسيوية | الدور الثاني  | نادي السد          | -                   | 0–2          |
| 2000    | كأس السوبر الآسيوي  | الدور الأول   | نادي وحدة صنعاء    | -                   | -            |
| 2005–06 | دوري أبطال آسيا     | دور المجموعات | نادي فولاد خوزستان | 2–0                 | 0–6          |
| 2005–06 | دوري أبطال آسيا     | دور المجموعات | نادي باختاكور      | 2–1                 | 2–2          |
| 2005–06 | دوري أبطال آسيا     | دور المجموعات | نادي الاتحاد       | 1–0                 | 2–2          |
| 2005–06 | دوري أبطال آسيا     | ربع النهائي   | نادي العين         | 2–2                 | 3–0          |
| 2005–06 | دوري أبطال آسيا     | نصف النهائي   | نادي الكرامة       | 0–1                 | 0–0          |
| 2007–08 | دوري أبطال آسيا     | دور المجموعات | نادي باختاكور      | 2–2                 | 1–0          |
| 2007–08 | دوري أبطال آسيا     | دور المجموعات | نادي أربيل         | 1–1                 | 2–4          |
| 2007–08 | دوري أبطال آسيا     | دور المجموعات | نادي الغرافة       | 1–0                 | 1–0          |
| 2007–08 | دوري أبطال آسيا     | ربع النهائي   | أوراوا رد دايموندز | 3–2                 | 0–2          |
| 2010    | دوري أبطال آسيا     | دور المجموعات | نادي إيست بنغال    | 4–1                 | 3–2          |
| 2010    | دوري أبطال آسيا     | دور المجموعات | نادي الاتحاد       | 3–0                 | 0–0          |
| 2010    | دوري أبطال آسيا     | دور المجموعات | نادي النجمة        | 1–1                 | 3–1          |
| 2010    | دوري أبطال آسيا     | دور ال 16     | نادي تشرتشل براذرز | 2–1                 |              |
| 2010    | دوري أبطال آسيا     | ربع النهائي   | تاي بورت           | 3–0                 | 0–0          |
| 2010    | دوري أبطال آسيا     | نصف النهائي   | نادي الرفاع        | 4–1                 | 0–2          |
| 2010    | دوري أبطال آسيا     | النهائي       | نادي الاتحاد       | 1–1 (و.إ) 2–4 (ر.ت) |              |
| 2011    | كأس الاتحاد الآسيوي | دور المجموعات | شورتان             | 4–0                 | 1–1          |
| 2011    | كأس الاتحاد الآسيوي | دور المجموعات | نادي الاتحاد       | 3–2                 | 2–0          |
| 2011    | كأس الاتحاد الآسيوي | دور المجموعات | نادي الصقر         | 3–0                 | 2–2          |
| 2011    | كأس الاتحاد الآسيوي | دور ال 16     | نادي الكويت        | 2–2 (و.إ) 2–3 (ر.ت) |              |
| 2012    | كأس الاتحاد الآسيوي | دور المجموعات | نادي السويق        | 2–0                 | 5–1          |
| 2012    | كأس الاتحاد الآسيوي | دور المجموعات | نادي الاتحاد       | 5–2                 | 0–1          |
| 2012    | كأس الاتحاد الآسيوي | دور المجموعات | نادي الفيصلي       | 1–2                 | 1–1          |
| 2012    | كأس الاتحاد الآسيوي | دور ال 16     | نادي الكويت        | 1–1 (و.إ) 1–3 (ر.ت) |              |
| 2013    | كأس الاتحاد الآسيوي | دور المجموعات | نادي الشرطة        | 0–1                 | 2–0          |
| 2013    | كأس الاتحاد الآسيوي | دور المجموعات | نادي الرمثا        | 2–2                 | 3–0          |
| 2013    | كأس الاتحاد الآسيوي | دور المجموعات | روشن كولاب         | 3–0                 | 3–1          |
| 2013    | كأس الاتحاد الآسيوي | دور ال 16     | نادي فنجاء         | 4–0                 |              |
| 2013    | كأس الاتحاد الآسيوي | ربع النهائي   | نادي الفيصلي       | 2–1                 | 1–0          |
| 2013    | كأس الاتحاد الآسيوي | النهائي       | نادي الكويت        | 0–2                 |              |

## الألعاب الرياضية في نادي القادسية
تُزَأول في النادي إحدى وعشرين لعبة هي:
كرة القدم، كرة الصالات، كرة قدم شاطئية، كرة السلة، الكرة الطائرة، كرة الطائرة الشاطئية، كرة اليد، كرة الطاولة، التنس الأرضي، الاسكواش، الجمباز، ألعاب القوى، الملاكمة، كرة الماء، الجودو، التكواندو، الكاراتيه، المبارزة، رفع الأثقال، هوكي الجليد، بالإضافة إلى الفريق الثقافي. يُعتبر نادي القادسية أكثر فريق تحقيقًا لكأس التفوق الرياضي الكويتي الذي يُهدى للنادي الأكثر إنجازًا على مستوى جميع الرياضات، حيث حقق الكأس 37 مرة، منها 36 على التوالي.
- بطولة آسيا للأندية لكرة اليد: 2

2006 في  مسقط
2007 في  مدينة الكويت

## مشاريع استثمارية

### أبراج نادي القادسية
وهو مشروع سكني في حدود نادي القادسية في منطقة حولي على مساحة تبلغ 6 آلاف كيلو متر مربع، وتنشأ المشروع شركة لؤلؤة الكويت العقارية، ويضم المشروع ثلاثة أبراج سكنية بها 240 وحدة سكنية، ويضم كذلك فندق مجهز لإستضافة الوفود، ويبلغ ارتفاع المشروع 10 طوابق، وسيتم تسليم الأبراج في أغسطس 2008، وستؤجر الشركة الأبراج بقيمة 700 ألف دينار بالسنة.

### رعاية نادي القادسية
أعلنت الشركة الوطنية للاتصالات في يوم 5 سبتمبر 2008 عن رعايتها لنادي القادسية لمدة ثلاثة مواسم بقيمة نصف مليون دولار أمريكي، وتشمل الرعاية جميع المسابقات التي سيشارك فيها فريق كرة القدم بالنادي.

## قناة قدساوي
قناة قدساوي هي أول قناة رياضية فضائية شاملة خاصة بنادي رياضي في تاريخ دولة الكويت. وتأسست في عام 2012م وتم أول بث لها في تاريخ 20\10\2012 م وتم الافتتاح الرسمي للقناة بتاريخ 12/12/2012م واستوحى شعار قناة قدساوي مكوناته من شعار النادي كالدرع الأصفر والصقر الأسود في وسطه وكذلك الحلقات الثلاثة في أسفله والتي تدل على أن هذه القناة (رياضية وثقافية واجتماعية)، تدار القناة من قبل شركة أكواجلف ورئيس مجلس إدارة القناة هو السيد فيصل العيسى.

## روابط خارجية
- موقع نادي القادسية الرسمي